# اس‌تی‌اس-۷۶
اس‌تی‌اس-۷۶ (انگلیسی: STS-76) یکی از ماموریت‌های برنامه شاتل‌های فضایی بود که در تاریخ ۲۲ مارس ۱۹۹۶ از پایگاه فضایی کندی به مقصد ایستگاه فضایی میر پرتاب شد. این ماموریت که حدوداً نه روز به طول انجامید توسط شاتل آتلانتیس انجام گرفت و بخشی از پروژه شاتل-میر بود.